# BBC HD
BBC HD was een Britse televisiezender die programma's van de BBC uitzond in 1080i-HD-kwaliteit.
De zender ging officieel van start op 1 december 2007 en werd gesloten op 26 maart 2013, toen het opging in BBC Two HD. 
Publieke kanalen: BBC One · BBC Two · BBC Three · BBC Four · BBC News · BBC Parliament · CBBC Channel · CBeebies · BBC HD · S4C (Wales) 
Commerciële kanalen: ITV · ITV2 · ITV3 · ITV4 · Channel 4 · Channel 5